# Пышма (деревня, Екатеринбург)
Пышма (в XVIII веке параллельно использовались также названия Большая Пышма и Верхняя Пышма) — упразднённая деревня (посёлок) на территории современного Орджоникидзевского района Екатеринбурга (жилые (планировочные) районы Молебка и Северный).

## Географическое расположение
Современный посёлок Пышма расположен в северной части города Екатеринбурга, по обеим берегам реки Пышма.
Северная окраина посёлка ограничена Екатеринбургской кольцевой автодорогой и расположена всего в 1,5 км от южной окраины застройки города Верхняя Пышма, южная практически смыкается с застройкой посёлка Веер (жилой район «Уралмаш»), а существующий разрыв в застройке планируется до конца 2030-х годов занять строящимся жилым районом с коммерческим названием «Изумрудный Бор» (на территории планировочного района «Северный»). С востока посёлок граничит с лесными массивами и долиной реки Пышма, а с запада — с территорией бывшего жилого района «Радиостанции», занятого посёлком и антенными вышками действующей с 1941 года по начало 1990-х гг. радиостанции «РВ-96».
Река Пышма разделяет поселение на две неравномерные части: более крупную южную и менее крупную северную.

## История

### В 1701—1800 годах
Первое упоминание деревни Пышма в архивных документах относится к 1701 году. Её первыми жителями были ямщики и рудознатцы, поселившиеся на «Большой Верхотурской дороге» (будущий Верхотурско-Богословский тракт) между Аятской и Арамильской слободами. Среди них было много старообрядцев, бежавших от преследования из центральных губерний. Ямщики зарабатывали перевозкой путников из Арамили и Уктуса до Верхотурья, через Невьянск и Нижний Тагил. Здесь в Пышме производились корм и смена лошадей перед дальней дорогой. Основание деревни приписывается бродягам Карпову и Соколову.
Деревня была основана на речном уклоне, в половине версты к западу от более позднего месторасположения; старая деревня стала называться Малой Пышмой, а новая Большой (оба эти названия фиксируются на плане окрестностей Екатеринбурга 1734 года). После основания Екатеринбурга (1723) и Нижнего Тагила (1725) и подновления в связи с этим Верхотурской дороги жители стали постепенно перебираться из старой деревни к тракту.
Жители обоих деревень занимались доставкой древесного угля на завод в Уктусе, продавали рыбу, грибы, ягоды горожанам. Право на ловлю рыбы в озёрах Балтым и Вашты жители деревни получили ещё от Георга Вильгельма де Геннина в целях снабжения ею мастеровых Екатеринбурга. Рыболовство для крестьян деревни было постоянным источником их благосостояния, так как они имели недостаточно сенокосных угодий и совсем не имели пашен.
Потребность в медных рудах и медеплавильном производстве в Верх-Исетском горном округе вызывала неоднократные попытки обнаружить медные руды в окрестностях деревни Пышмы. В 1753 году екатеринбургский купец Марк Сапожников провёл обследование местности от реки Пышмы до деревни Мостовой на наличие в ней медной руды и составил план этой местности, на котором точками отметил места с признаками медной руды. В нескольких местах, отмеченных Марком Сапожниковым, позднее были обнаружены Пышминско-Ключевское, Лебяжинское, Мостовское и ряд других месторождений проявлений медных руд, однако в дни поисков медных руд, работам Сапожникова особого значения не придали. Только в июне 1824 года в заводскую контору Верх-Исетского завода поступил рапорт штейгера Никифора Самофеева о проходке шурфов по розыску медных руд у деревни Пышмы, там же сообщалось, что в это время в окрестностях верхнего течения реки Пышмы было известно два медных рудника: один в 2-х км к западу от д. Пышмы и в 700 м к югу от р. Пышмы, а второй – на левой стороне Верхотурской дороги, у южной окраины деревни Балтым.
С момента организации на Среднем Урале почтового сообщения во второй половине XVIII века в деревне была размещена почтовая станция, обслуживавшая движение по 12½-верстовому перегону до почтовой станции Екатеринбурга.

### В 1801—1825 годах
В начале XIX века крестьяне деревни Пышма встретили запрет со стороны верх-исетских объездчиков леса и обратились с жалобой в Екатеринбургскую контору судных и земских дел. После чего владельцу завода Ивану Саввовичу Яковлеву было указано на недопустимость подобных действий. Яковлев, владелец многих уральских заводов и создатель Верх-Исетского горного округа, в ответ обратился с прошением на имя императора Александра I, где сделал упор на право владения озёрами, закреплёнными за лесной дачей. Крестьяне были обвинены им в незаконной порубке леса в районе озёр и разведении костров, которые могли стать причиной пожаров.
Александр I решения по этому вопросу не принял, приказав во всем разобраться на месте. Контора судных и земских дел указала И. С. Яковлеву, что лесная дача, согласно императорским указам, выделена для использования в целях металлургического производства, а всем остальным будет распоряжаться казна.
Ещё в 1745 году около села Шарташ (примерно в 10 км от деревни к юго-востоку) было открыто коренное месторождение золота (современное Берёзовское золоторудное поле). Подобную же находку золоторудного поля совершил в 1799 году житель деревни Пышмы Василий Шадрин. В поданном донесении сообщалось, что «через старания моя и отца моего Ивана Шадрина отыскана нами золотосодержащая руда по дороге от деревни Пышма к озеру Балтым». Находка была зарегистрирована и начат розыск, несмотря на то, что на тонну земли здесь получали всего два грамма золота.
После опубликования в 1812 году указа Сената, разрешающего всем российским подданным искать и разрабатывать серебряные и золотые рудники с выплатой в казну подати, в 1814 году были открыты первые месторождения россыпного золота в верховьях реки Пышмы. Добыча такого золота стала основным занятием проживающих в деревне Пышма крестьян. Крестьяне организовывались в артели, которые имели собственный инструмент для производства земляных работ и лошадей для доставки песка к промывальне. Артелями зачастую руководили посредники, которые получали заранее отвод территории для начала работ. Дело было выгодным: за открытие новых месторождений выдавалась премия как со стороны государства, так и со стороны владельцев земель (Верх-Исетского горного округа).

### В 1825—1861 годах
В мае 1824 года по логу на левом берегу у истоков реки Пышмы, возле озера Ключи, были обнаружены пески с высоким содержанием золота, золотник на 100 пудов породы. Дальнейшие разведочные работы показали высокую надежность выявленных россыпей. Верх-Исетский завод начал здесь, в 3 км к северо-западу от деревни Пышмы, строительство Пышминско-Ключевского золотого прииска, которое было закончено в 1827 году. К осени этого года на прииске добыли первое россыпное золото. До момента своего закрытия в 1911 году Пышминско-Ключевской прииск дал в российскую казну около 2,5 тонн золота. Напоминанием о нём стала плотина на реке Пышме, по которой позднее была проложена железная дорога, соединившая посёлок Медный Рудник и станцию.
В 1842 году, после основания почтовой станции Балтым (Владимировская), почтовая станция в деревне была упразднена и часть населения Пышмы была переселена на новое место, в шести километрах севернее по Верхотурскому тракту.
К 1847 году в окрестностях деревни Пышма действовало более 50 золотых приисков, среди которых были и мелкие Ключевские прииски при речке Ключи, притоке Пышмы. На одном из них, старом Пышминско-Ключевском золотом прииске, при промывке золотоносного песка старатели обнаружили небольшие куски необычной горной породы. Это были окисленные медные руды. О находке доложили управляющему Верх-Исетскими заводами. На месте находки в 1854 году был создан Пышминско-Ключевской медный прииск (Медный Рудник), а при нём поселение. Добывавшаяся на прииске до 1867 года медная руда плавилась на Верх-Исетском заводе. Позднее, когда в 1867 году рядом с рудником был построен медеплавильный завод, выплавка руды стала производиться на месте.
В 1929-1934 годах в посёлке Медный Рудник построили крупное предприятие цветной металлургии «Пышминский медеэлектролитный завод», вследствие чего он перерос в крупный посёлок Верхняя Пышма, а ещё чуть позже (в 1946 году) получил статус города.

### В 1861—1917 годах
После строительства в 1874-1878 году Горнозаводской железной дороге поселения, стоящие на Верхотурско-Богословском тракте, оказались в глубоком экономическом кризисе: железнодорожное сообщение привело в упадок ямщицкий промысел.
1 октября 1891 года в деревне Пышме открылась школа грамотности. Такая же школа шестью годами ранее (1885 г.) открылась и в волостном центре, селе Мостовском, и на золотом прииске (сейчас посёлок Первомайский (Пышминский городской округ) Первомайский).
В 1904 году в деревне Пышма стояло 122 дома, в которых жили 524 человека (без учёта разночинцев). Весь период с 1870 по 1917 гг. Пышма в целом не уступала по численности населения волостному центру селу Мостовскому.

### В 1918—1970-х годах

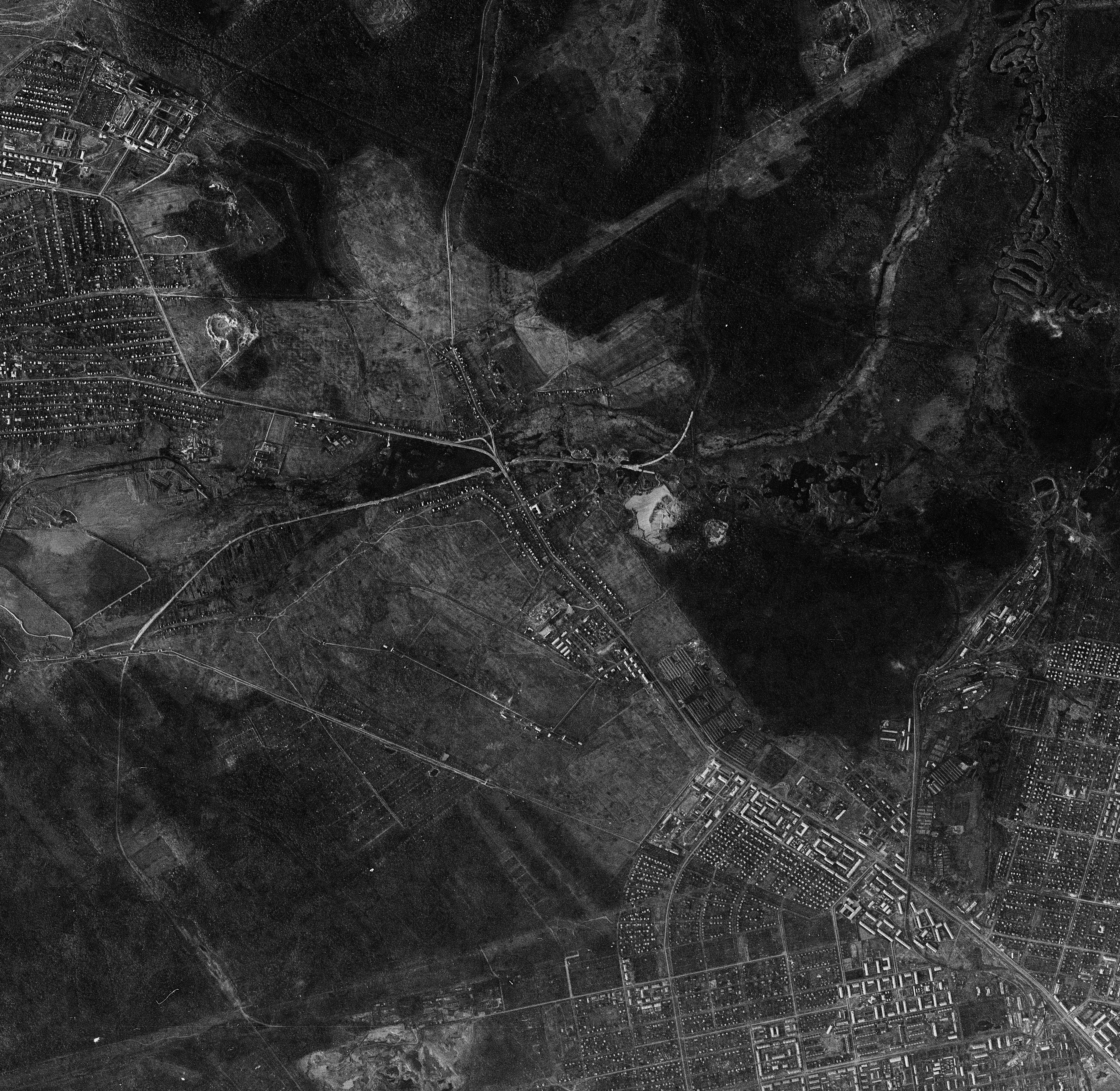
Окрестности посёлка Пышма и Орджоникидзевского совхоза 15 мая 1966 года, снятые со спутника KH-7 Gambit. В левой верхней части снимка виден край застройки г. Верхняя Пышма, в нижней видны район Уралмаш (в центре) и индивидуальный посёлок Эльмаша (справа).

Осенью 1929 года в деревне, на землях коммуны «Интенсивный труд», была создана молочно-огородническая ферма, она должна была обеспечивать молоком и овощами первых строителей «Уралмашзавода». К 1933 году ферма уже давала более 11 тысяч центнеров молока и больше тысячи центнеров мяса. Успехи в овощеводстве в первые годы были скромнее — 150 парниковых рам, теплица на 40 квадратных метров и два гектара открытого грунта для высадки овощей.
В феврале 1933 года на основании постановления ЦК ВКП(б) от 5/1-1930 года «О темпах коллективизации и мерах помощи государства колхозному строительству» в деревне Пышме на базе молочно-огороднической фермы был организован колхоз имени Сталина. Первым его председателем был избран рабочий Медного рудника В. В. Коновалов. В 1935 году сюда привезли первый трактор «Фордзон», выпускаемый с 1924 года на Путиловском заводе в Ленинграде. Первым трактористом стал М. М. Соболев.
1 мая 1933 года в деревню Пышма пришло электричество, в том же году открылось отделение почты.
В 1934 году на реке Пышме установили драгу для промывания золотоносного песка, кустарный способ мытья золота заменила небольшая фабрика на гусеничном ходу, добывающая золотой песок со дна реки. Драга успешно работала, ей был присвоен номер 54. Вскоре коллектив золотодобытчиков посетил нарком тяжелой индустрии Серго Орджоникидзе и за хорошую работу подарил для пользования легковой автомобиль.
В 1936 году решением общего собрания колхозников была закрыта деревенская церковь и открыт детский сад. С 1937 года начала работу семилетняя школа.

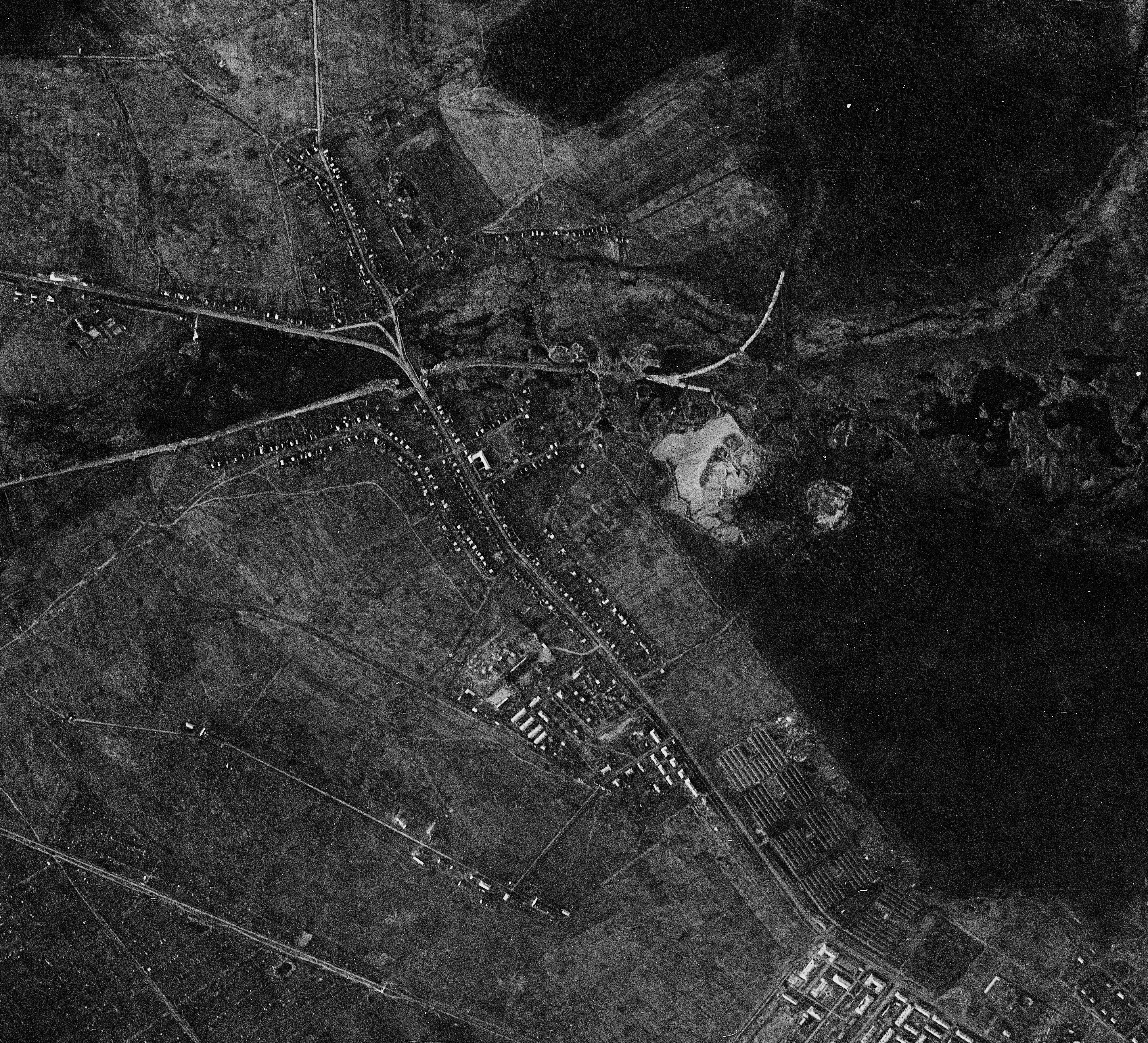
Посёлок Пышма и Орджоникидзевский совхоз 15 мая 1966 года, снятые со спутника KH-7 Gambit

Колхоз начал активно развиваться с 1939 года, когда были построены первые четыре теплицы по 250 кв. метров для выращивания огурцов — наименее прихотливых овощей, дающий большой урожай. В 1940 году построили две блочные теплицы по 300 кв. метров, а в 1941-м, уже во время войны, выстроили два больших ангара по 1250 кв. метров. Всю войну, в летний сезон, здесь выращивали овощи. Во второй половине 1950-х годов, совхоз пережил вторую волну обновления технологий: начали строить большие зимние теплицы, появились электрокалориферы для обогрева теплиц. После «разоблачение культа личности» совхоз был переименован в «Орджоникидзевский».
С середины 1960-х годов тепличное хозяйство стало работать круглогодично: теплицы оснастили водяным обогревом. В середине 1980-х годах посёлок Пышма вошёл в административную черту Свердловска.

### Современность
В 1995 году совхоз сменил название на АО «Тепличное». В 2000-х годах на месте бывших пахотных земель появилось тепличное хозяйство УГМК. Там же, чуть южнее, возле лесопарка «Пышминские озерки» и на месте старых совхозных парников, с конца 2010-х годов возводят новый район «Изумрудный бор» — флагманский проект компании «УГМК». Район «Изумрудный бор» будет состоять из 13 больших кварталов общей площадью 124,9 гектаров. Сейчас ведётся застройка первого квартала «Изумрудного бора» в границах улиц с проектными названиями Меридиональная 1 — Широтная Южная — Ново-Садовая — Проспект Космонавтов. Одновременно с жилыми объектами возводится и инфраструктура — в 2021 году введён второй по величине в Екатеринбурге ТРЦ «Veer Mall», запланированы две школы и семь детских садов, поликлиника, фитнес-центр с бассейном. После завершения строительства район вплотную срастётся со старой индивидуальной застройкой посёлка Пышма.

## Административно-территориальная принадлежность
До крестьянской и горнозаводской реформы 1860-х годов поселение административно подчинялось Уральскому горному правлению. С начала 1870-х годов до административной реформы 1919 года деревня была административно подчинена Мостовской волости Екатеринбургского уезда Пермской губернии Российской губернии.
В 1919-1923 годах Пышма находилась в составе Пышминско-Ключевской волости Екатеринбургского уезда Екатеринбургской губернии. В ходе административной реформы 1923-1924 года  д. Пышма была отнесена к Берёзовскому району Свердловского округа Уральской области РСФСР.
В 1934 году посёлок подчинён Сталинскому району Свердловского горсовета (без включения в состав территории города). В 1938 году выделен из пригородной зоны Свердловска, с переподчинением Верхне-Пышминскому району Свердловской области (с центром в рабочем посёлке Верхняя Пышма). В 1946 году подчинён Верхне-Пышминскому горсовету г. Верхняя Пышма. С середины 1980-х годов — в составе Екатеринбурга.

## Население
| 1858      | сведений нет | 272 (с д. Владимирской, 27 дворов в 1887 году) | сведений нет | сведений нет | сведений нет                | сведений нет          | Сведения согласно последней проведённой ревизии. | [ 13 ] |
| 1867-1869 | 422          | 198                                            | 224          | 79           | сведений нет                | сведений нет          |                                                  | [ 14 ] |
| 1887      | 325          | 153                                            | 172          | 74           | 10                          | 0                     |                                                  | [ 10 ] |
| 1897      | 602          | 291                                            | 311          | сведений нет | сведений нет                | сведений нет          |                                                  | [ 15 ] |
| 1904      | 571          | 361                                            | 210          | 122          | сведений нет                | сведений нет          |                                                  | [ 6 ]  |
| 1908      | 558          | 285                                            | 273          | 126          | сведений нет                | сведений нет          |                                                  | [ 16 ] |
| 1912      | 635          | 322                                            | 313          | 135          | 129 (81 мужчина, 48 женщин) | 21 (12 муж., 9 женщ.) |                                                  | [ 17 ] |
| 1920      | 609          | 281                                            | 328          | 133          | сведений нет                | сведений нет          |                                                  | [ 11 ] |
| 1926      | 712          | 331                                            | 381          | 189          | сведений нет                | сведений нет          |                                                  | [ 12 ] |

## Улицы Пышмы
Основная и самая длинная улица бывшей деревни это проспект Космонавтов. Кроме неё в посёлке находятся улицы:
- Берёзовская
- Заречная
- Полевая
- Рябиновая
- Тюльпановая.

## Транспорт
Основная транспортная магистраль посёлка — проспект Космонавтов, по ней курсируют 3 городских и 7 пригородных маршрутов автобусов, а также маршрутные такси, связывая Пышму с другими районами города.
31 августа 2022 года введена в действие трамвайная ветка из В. Пышмы в Екатеринбург, которая соединила посёлок с городом легкорельсовым общественным транспортом (на территории Пышмы находятся остановочные платформы «Чуцкаева» и «Полевая»).  В 2 км к югу от центра бывшей деревни генеральным планом города запланировано перспективное строительство станции метро с проектным названием «Бакинских комиссаров».